# Rafał Kołsut
Rafał Kołsut (ur. 25 maja 1990 w Kozienicach) – polski aktor dubbingowy, nauczyciel akademicki, historyk komiksu i animacji, scenarzysta i publicysta komiksowy.
Zadebiutował w TVP1 w 1998 roku jako aktor dziecięcy w programie Ziarno. W roku 2002 rozpoczął pracę aktora głosowego w Teatrze Polskiego Radia oraz dubbingu. W 2006 roku wystąpił w filmowej adaptacji powieści Kornela Makuszyńskiego pt. Szatan z siódmej klasy w reżyserii Kazimierza Tarnasa.
W 2019 roku uzyskał tytuł doktora nauk humanistycznych na Wydziale Polonistyki Uniwersytetu Jagiellońskiego w Krakowie. Badawczo zajmuje się historią komiksu i animacji oraz obrazowaniem przemian społecznych w narracjach wizualnych. Autor tekstów naukowych i popularnonaukowych. Nauczyciel akademicki (Uniwersytet Jagielloński w Krakowie, Wyższa Szkoła Europejska im ks. Józefa Tischnera w Krakowie, Uniwersytet Komisji Edukacji Narodowej w Krakowie).
Od 2008 roku tworzy scenariusze komiksowe. Publikował m.in. magazynach „Ziniol”, „Kolektyw”, „Profanum”, „Biceps” i „Warchlaki”. Jest współtwórcą serii komiksowej „Człowiek Bez Szyi”.
Jako recenzent i publicysta w latach 2012–2021 publikował w „Magazynie Miłośników Komiksu KZ”.
Organizator dorocznego Krakowskiego Festiwalu Komiksu.

## Filmografia
- 2006: Szatan z siódmej klasy – Szostak
- 2006: Szatan z siódmej klasy – Szostak

## Dubbing
- 1989–1992: Chip i Dale: Brygada RR – Freddy (druga wersja dubbingu)
- 1992–1992: Mała Syrenka – Urwis (druga wersja dubbingu)
- 1998: Kirikou i czarownica – Kirikou
- 1999: Johnny Tsunami – Brett
- 1999–2001: Batman przyszłości – różne postacie
- 2002–2003: Ozzy i Drix – burmistrz Hektora
- 2002–2003: Co nowego u Scooby’ego? – Denis
- 2003: Nawiedzony dwór – Michael
- 2004: Rybki z ferajny – Shortie
- 2004: Ekspres polarny – Mądrala
- 2004: Lemony Snicket: Seria niefortunnych zdarzeń – Klaus Baudelaire
- 2005: Podwójne życie Jagody Lee – Roger
- 2005: Nie ma to jak hotel – Jessie McCartney
- 2007: Co gryzie Jimmy’ego? – Jake
- 2007: Harry Potter i Zakon Feniksa – Dudley Dursley
- 2007–2012: Czarodzieje z Waverly Place – Justin Russo
- 2009: Tatastrofa – Wheeze
- 2009: Czarodzieje z Waverly Place: Film – Justin Russo
- 2009–2012: Nie ma to jak statek – Adonis, Justin Russo
- 2011–2015: Z kopyta – różne postacie
- 2025: Czarodzieje z Waverly Place: Nowy rozdział – Justin Russo